# Choi Yeo-jin
Choi Yeo Jin (en hangul, 최여진) (27 de julio de 1983) es una actriz surcoreana.

## Carrera
Choi Yeo Jin nació en Corea del Sur, pero luego del divorcio de sus padres, emigró a Canadá cuando estaba en el primer año de primaria. Soñaba con convertirse en bailarina, pero no pudo cumplirlo debido a los problemas financieros de sus padres. 
Debutó en la industria de entretenimiento a través del concurso Super Elite Model celebrado en Canadá en 2001. Yeo Jin estaba estudiando administración hotelera en George Brown College, cuando decidió abandonarlo para perseguir una carrera en la industria de entretenimiento en Corea del Sur, luego de eso, apareció en varias series y películas surcoreanas, siendo sus trabajos notables en Surgeon Bong Dal-hee, Golden Bride, My Woman, More Charming by the Day y I Need Romance.
En el año 2012, ganó popularidad al ingresar al programa concurso Dancing with the Stars 2 en la versión coreana, donde logró llevarse el primer lugar.
El 7 de febrero del 2020 se unió al elenco recurrente de la serie My Holo Love donde interpretó a Go Yoo-jin, la hermana de Nando (Yoon Hyun-min) y la CEO de "GEOLAB".
El 15 de febrero de 2021 se unió al elenco principal de la serie Miss Monte-Cristo donde interpreta a la arrogante Oh Ha-ra, una rica heredera chaebol y socialité con complejos de inferioridad que termina convirtiéndose en la rival de Gong Eun-jo (Lee So-yeon), hasta ahora.

## Filmografía

### Series de televisión
| Año   | Título                         | Rol           | Canal   |
| ----- | ------------------------------ | ------------- | ------- |
| 2002  | Love Without Obstacle          |               | KBS 2TV |
| 2002  | Honest Living                  | Choi Yeo Jin  | SBS     |
| 2004  | I'm Sorry, I Love You          | Moon Ji Young | KBS 2TV |
| 2005  | Biscuit Teacher and Star Candy | Noh Jem Ma    | SBS     |
| 2005  | Lawyers                        | Deborah Hong  | MBC     |
| 2006  | The Invisible Man              | Jo Hyun Soo   | KBS 2TV |
| 2007  | Surgeon Bong Dal-hee           | Jo A Ra       | SBS     |
| 2007  | Golden Bride                   | Ok Ji Young   | SBS     |
| 2008  | My Woman                       | Jang Tae Hee  | MBC     |
| 2009  | Dream                          | Jang Soo Jin  | SBS     |
| 2010  | More Charming by the Day       | Im Yeo Jin    | MBC     |
| 2011  | I Need Romance                 | Park Seo Yeon | tvN     |
| 2012  | Dream High 2                   | Ahn Tae Yeon  | KBS 2TV |
| 2012  | Dear You                       | Baek In Kyung | jTBC    |
| 2013  | Incarnation of Money           | Jeon Ji Hoo   | SBS     |
| 2014  | Emergency Couple               | Shim Ji Hye   | tvN     |
| 2014  | Valid Love                     | Jang Hee Soo  | tvN     |
| 2015  | The Lover                      | Choi Jin Nyeo | Mnet    |
| 2016  | On the Way to the Airport      | Song Mi-jin   | KBS2    |
| 2017  | Borg Mom                       | Boo Ti-Na     | MBC     |
| 2018  | Lovely Horribly                | Ki Eun-hyung  | KBS2    |
| 2020  | My Holo Love                   | Go Yoo-jin    | Netflix |
| 2021- | Miss Monte-Cristo              | Oh Ha-ra      | KBS     |

### Películas
| Año  | Título                  | Rol         |
| ---- | ----------------------- | ----------- |
| 2005 | Seoul Raiders           | Choi Sun Ah |
| 2005 | Love in Magic           |             |
| 2006 | Art of Fighting         | Young Ae    |
| 2006 | Detective Mr. Gong      | cameo       |
| 2008 | Boy Director            | Asistente   |
| 2015 | My Sister, the Pig Lady | Yoo Ja      |

### Programas de televisión

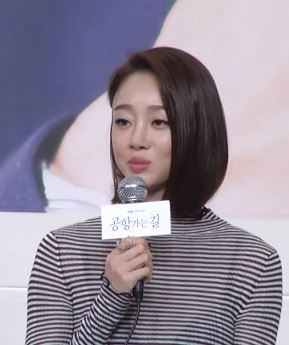
Choi Yeo-jin en el 2016.

| Año       | Título                                      | Canal       | Notas                     |
| --------- | ------------------------------------------- | ----------- | ------------------------- |
| 2003      | Ya Shim Man Man                             | SBS         | Panelista                 |
| 2005-2006 | Heroine 6                                   | KBS 2TV     | Elenco principal          |
| 2007-2009 | Trend Report Feel: Season 2                 | Mnet        | Presentadora              |
| 2011      | Absolute Man: Season 1                      | XTM         | Presentadora              |
| 2011      | Racing Queen: Season 2                      | XTM         | Presentadora              |
| 2012      | Dancing with the Stars 2                    | MBC         | Concursante               |
| 2012-2013 | Follow 美                                   | FashionN    | Presentadora              |
| 2013      | Saturday Night Live Korea                   | tvN         | Presentadora, episodio 38 |
| 2013      | I'm a Super Model                           | SBS         |                           |
| 2013      | Super Dog                                   | KBS 2TV     |                           |
| 2014      | A Celebrity Lives in My House               | MBC Every 1 |                           |
| 2014      | Running Man                                 | SBS         | Invitada (Episode 213)    |
| 2014      | Chuseok Special: "Mirror of Health Returns" | MBC         | Presentadora              |
| 2015      | The Body Show                               | OnStyle     | Presentadora              |
| 2015      | Lady Action                                 | KBS 2TV     | Elenco principal          |
| 2015      | Headliner                                   | Mnet        |                           |
| 2016      | Law of the Jungle in New Caledonia          | SBS         | miembro (ep. 225 - 228)   |
| 2020      | Running Man                                 | SBS         | invitada                  |

### Aparición en videos musicales
| Año  | Canción                 | Artista                      |
| ---- | ----------------------- | ---------------------------- |
| 2004 | «Don't Be Happy»        | MC the Max                   |
| 2004 | «A Name Called Parting» | MC the Max                   |
| 2006 | «Love Effect»           | Placebo Effect               |
| 2009 | «Not Even a Call»       | Wax                          |
| 2009 | «My Girl»               | Brian Joo feat. Supreme Team |

## Libros
| Año  | Título                                       | Editorial          | ISBN               |
| ---- | -------------------------------------------- | ------------------ | ------------------ |
| 2009 | Trendsetter Choi Yeo-jin's Visual UP Project | Random House Korea | ISBN 9788925535258 |
| 2011 | Choi Yeo-jin's Aloha Hawaii                  | Paper Book         | ISBN 9788996497301 |

## Premios y nominaciones
| Año  | Premiación                                                       | Categoría                                | Trabajo nominado         | Resultado |
| ---- | ---------------------------------------------------------------- | ---------------------------------------- | ------------------------ | --------- |
| 2001 | Supermodel Contest Canada (organizado por Elite y JoongAng Ilbo) | —                                        | —                        | Ganadora  |
| 2007 | SBS Drama Awards                                                 | Mejor nueva estrella                     | Surgeon Bong Dal-hee     | Ganadora  |
| 2008 | 44th Baeksang Arts Awards                                        | Mejor nueva actriz (TV)                  | Golden Bride             | Nominada  |
| 2008 | 1st Korea Jewelry Awards                                         | Premio de Záfiro                         | —                        | Ganadora  |
| 2010 | MBC Entertainment Awards                                         | Premio a la excelencia, Actriz en Sitcom | More Charming by the Day | Ganadora  |
| 2012 | Dancing with the Stars 2                                         | —                                        | —                        | Ganadora  |
| 2015 | 4th APAN Star Awards                                             | Mejor vestida                            | —                        | Ganadora  |